# Ширли, Роберт, 1-й граф Феррерс
Роберт Ширли, 1-й граф Феррерс (англ. Robert Shirley, 1st Earl Ferrers; 20 октября 1650 — 25 декабря 1717) — английский пэр и придворный. Он был известен как сэр Роберт Ширли, 7-й баронет, с 1669 по 1677 год и Роберт Ширли, 14-й барон Феррерс из Чартли, с 1677 по 1711 год.

## Биография
Родился 20 октября 1650 года в Ист-Шине. Третий сын сэра Роберта Ширли, 4-го баронета (1629—1656), и его жены Кэтрин Оковер. Он получил образование в колледже Крайст-черч в Оксфорде.
В 1669 году после смерти своего малолетнего племянника, Роберта Ширли, 6-го баронета (1668—1669), Роберт Ширли унаследовал титул 7-го баронета Ширли из Стонтон-Гарольда.
В декабре 1677 года Роберт Ширли получил титул 14-го барона Феррерса из Чартли. Вскоре он также получил должность заместителя лейтенанта графства Стаффордшир. В 1683 году он был назначен верховным стюардом Стаффорда, сменив на этом посту герцога Монмута.
18 февраля 1684 года лорд Феррерс был назначен шталмейстером королевы-консорта Екатерины Браганской. После смерти Карла II в 1685 году он стал лордом-стюардом вдовствующей королевы и «главным судебным приставом» (этот пост он занимал до смерти Екатерины в 1705 году).
На коронации короля Якова II Стюарта в апреле лорд Феррерс был помощником лорда-виночерпия. Он также был первым полковником пехотного полка принцессы Анны Датской (1685—1686). 1 ноября 1686 года Роберт Ширли был отстранен от должности в пользу Джеймса Фицджеймса, 1-го герцога Бервика. В сентябре 1687 года он был назначен лордом-лейтенантом Стаффордшира. В феврале 1688 года Роберт Ширли был уволен с поста старшего стюарда Стаффорда.
При Вильгельме III и Марии II лорд Феррерс был повторно назначен старшим стюардом Стаффорда.
В 1692 году Роберт Ширли и Томас Тинн (виконт Уэймут) решили разделить баронство Фарни в графстве Монахан, оба владели равной его частью как наследники Роберта Деверё, 3-го графа Эссекса. Баронство было обследовано и разделено на земли равной стоимости: Уэймут получил восточную часть, а Феррерс — западную. Однако вскоре результаты опроса оказались ошибочными, а доля Феррерса оказалась менее значимой. Виконт Уэймут щедро передал часть своей доли лорду Феррерсу, чтобы уравнять их, и этот процесс завершился в 1706 году.
Лорд Феррерс был принят в Тайный совет 25 мая 1699 года. Он оставался в Тайном совете королевы Анны и снова был помощником лорда-виночерпия на её коронации.
После своего второго брака с Селиной Финч в 1699 году он проводил большую часть своего времени в построенном им доме в Твикнеме. 3 сентября 1711 года для Роберта Ширли были созданы титулы графа Феррерса и виконта Тамуорта.
В 1717 году после смерти лорда Феррерса в Бате его графство перешло к его второму сыну Вашингтону, а его баронство перешло к его внучке Элизабет, её отец и старший брат умерли в 1698 и 1714 годах соответственно. Вашингтон получил семейные поместья в Нортгемптоншире в виде простой платы, в то время как поместья в Дербишире, Ноттингемшире, Лестершире и Стаффордшире были в некоторой степени обременены рентой, выплачиваемой его четырем младшим сводным братьям, и приданым вдовствующей графине Селине. Она также получила домик Хит Лейн, который затем должен был перейти к ее старшему сыну. Он также унаследовал поместье Эттингтон-Парк недалеко от Стратфорда-на-Эйвоне в Уорикшире. Поместье Гарсдон в Уилтшире, унаследованное от Вашингтонов, досталось третьему оставшемуся в живых сыну графа, Лоуренсу.

## Семья
Лорд Феррерс был дважды женат. 28 декабря 1671 года Ширли вышла замуж за Элизабет Вашингтон (ок. 1655 — 2 октября 1693), дочери Лоуренса Вашингтона и Элеоноры Гиз. У супругов было родилось десять сыновей и семь дочерей:
- Достопочтенный Роберт Ширли (4 сентября 1673 — 25 февраля 1698/99), британский политик.
- Элизабет Ширли (25 ноября 1674 — 10 октября 1677)
- Кэтрин Ширли (31 мая 1676 — 18 августа 1679)
- Вашингтон Ширли, 2-й граф Феррерс (22 июня 1677 — 14 апреля 1729), второй сын и преемник отца.
- Леди Элизабет Ширли (20 июня 1678 — 7 марта 1740), вышла замуж за Уолтера Кларджеса (ум. 1723), младшего сына сэра Уолтера Кларджеса, 1-го баронета.
- Леди Энн Элеонора Ширли (12 ноября 1679—1754)
- Леди Кэтрин Ширли (17 февраля 1680 — октябрь 1736), незамужняя.
- Достопочтенный Чарльз Ширли (9 апреля 1682 — 28 мая 1682)
- Леди Дороти Ширли (25 мая 1683 — 3 апреля 1721), вышла замуж за Джона Коутса в 1700 году.
- Достопочтенный Чарльз Ширли (21 июня 1684 — 12 сентября 1685)
- Достопочтенный Льюис Ширли (13 июля 1685—1710), не женат
- Достопочтенный Джордж Ширли (21 октября 1686—1694)
- Леди Барбара Ширли (5 февраля 1687 — 7 ноября 1768), незамужняя.
- Достопочтенный Феррерс Ширли (23 апреля 1689 — 25 июня 1707)
- Достопочтенный Уолтер Ширли (27 мая 1690—1694; умер молодым)
- Генри Ширли, 3-й граф Феррерс (14 апреля 1691 — 6 августа 1745)
- Достопочтенный Лоуренс Ширли (26 сентября 1693 — 27 апреля 1743), женился на Энн Кларджес, дочери сэра Уолтера Кларджеса, 1-го баронета, и имел пять детей:
  - Лоуренс Ширли, 4-й граф Феррерс (1720—1760)
  - Вице-адмирал Вашингтон Ширли, 5-й граф Феррерс (1722—1778)
  - Роберт Ширли, 6-й граф Феррерс (1723—1787)
  - Преподобный Уолтер Ширли (1726—1786)
  - Контр-адмирал Томас Ширли (1733—1814)

В августе 1699 года лорд Феррерс женился вторым браком на Селине Финч (? — 20 марта 1762), дочери Джорджа Финча. У супругов родилось десять детей:
- Достопочтенный Роберт Ширли (27 мая 1700 — 12 июля 1738)
- Леди Селина Ширли (2 июля 1701 — 14 декабря 1777), вышла замуж за Питера Батерста
- Леди Мэри Ширли (20 ноября 1702 — 17 мая 1771), вышла замуж за Чарльза Трайона
- Достопочтенный Джордж Ширли (1704—1704)
- Капитан Достопочтенный Джордж Ширли (23 октября 1705 — 22 октября 1787), женился на Мэри Стёрт.
- Леди Фрэнсис Ширли (5 мая 1707 — 15 июля 1778), незамужняя.
- Леди Энн Ширли (24 мая 1708 — 6 февраля 1779), вышла замуж за сэра Роберта Фернезе, 2-го баронета.
- Достопочтенный Сьюоллис Ширли (19 октября 1709 — 25 октября 1765), женился на Маргарет Ролле, 15-й баронессе Клинтон (1709—1781).
- Леди Стюарта Ширли (19 августа 1711 — 31 декабря 1767), незамужняя.
- Достопочтенный Джон Ширли (12 марта 1712 — 15 февраля 1768), не женат.